# Cloison anti-décrochage

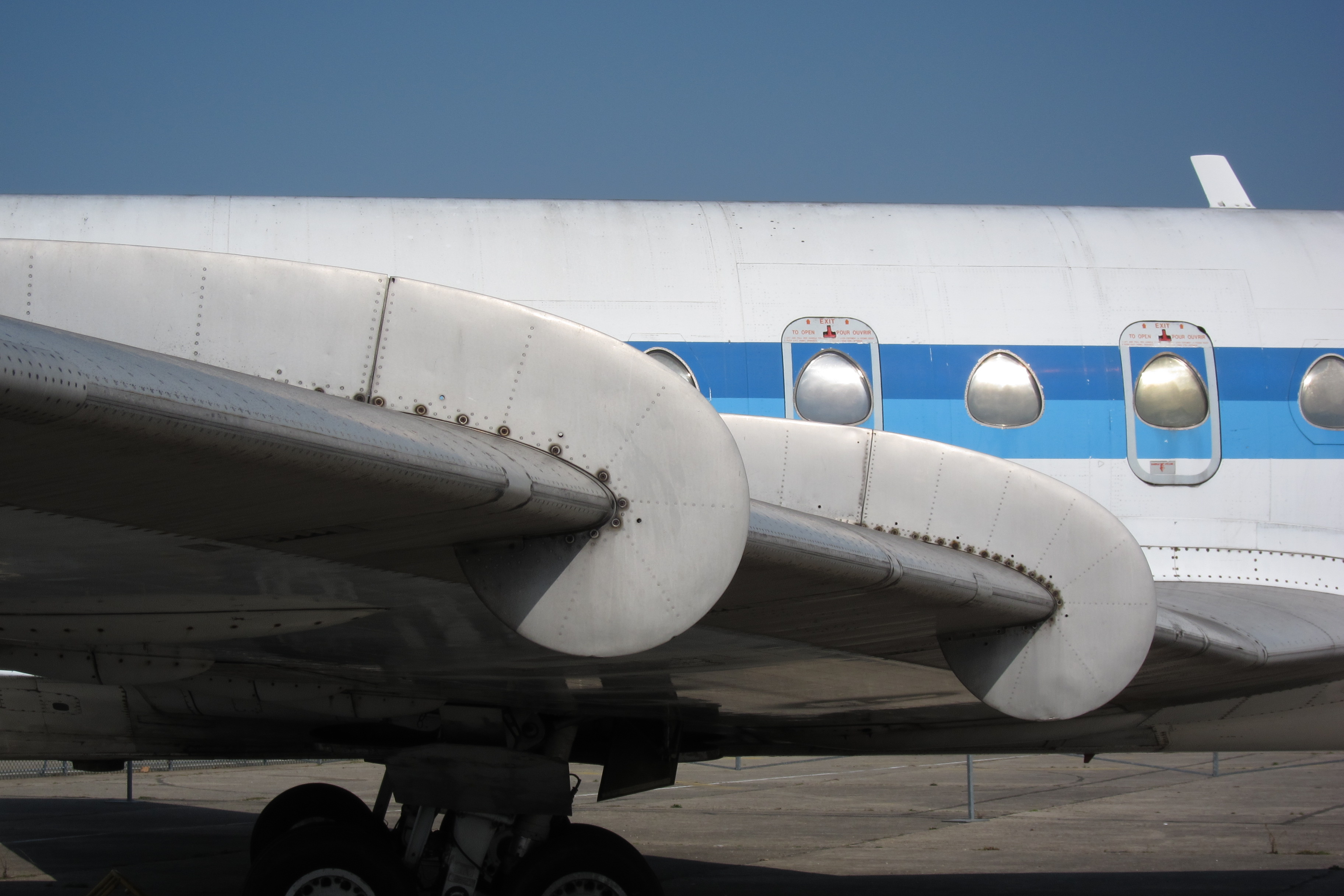
Cloison anti-décrochage d'une Caravelle.

Les cloisons anti-décrochage sont des dispositifs aérodynamiques présents sur la voilure de certains avions.
Sur une aile en flèche, l'extrémité de l'aile décroche en premier, ce qui se traduit par un déplacement vers l'avant du centre de portance, ce qui fait lever le nez de l'avion et peut causer une perte de contrôle. Ce phénomène a notoirement touché le North American F-100 Super Sabre, dont plusieurs exemplaires ont été perdus pour cette cause. Les cloisons interviennent pour limiter la circulation d'air le long de la voilure, en direction les saumons d'aile, et retarder le décrochage. Elles ont été utilisées sur un grand nombre d'avions à aile en flèche des années 40 à 60, notamment des chasseurs soviétiques (Mikoyan-Gourevitch MiG-15, -17, et -19, Sukhoi Su-22), ainsi que des avions de ligne comme la Sud-Aviation SE 210 Caravelle, le Douglas DC-9 et le Fokker F28. Leur utilisation a ensuite décliné au profit des vortillons, qui remplissent la même fonction. On peut encore trouver des cloisons anti-décrochage sur quelques appareils des années 1970, comme l'avion d'entraînement BAe Hawk.
L'invention des cloisons anti-décrochage est attribuée à Wolfgang Liebe, aérodynamicien allemand. Il a proposé cette solution (et déposé un brevet) en 1938, alors qu'il participait au développement du chasseur Messerschmitt Bf 109 (à aile droite), mais cette solution n'est pas retenue sur la version de série de l'avion. Après-guerre, il s'avère qu'elle est bien plus efficace sur une aile en flèche. 